# Lepilemur scottorum
Il lepilemure di Scott (Lepilemur scottorum Lei et al., 2008) è un lemure della famiglia dei Lepilemuridae. Come tutti i lemuri, è endemico del Madagascar.
La specie è stata individuata grazie a ricerche basate su tecniche di sequenziamento del DNA mitocondriale ed è descritta ufficialmente nel febbraio 2008.

L'epiteto specifico è un omaggio ai coniugi Suzanne e Walter Scott Jr., finanziatori di una fondazione che ha supportato tali ricerche..

## Descrizione
È un lemure di media taglia, con un peso medio di 0,88 kg.
La pelliccia, folta, è di colore grigio-bruno sul dorso, bruno-rossastro sul ventre e sugli arti. Sul dorso è presente una striscia mediana di pelo più scuro, grigio-nerastro. La faccia è ricoperta da pelo bianco-grigiastro, più chiaro sulle guance e attorno agli occhi. La coda è bruno rossastra alla base, più scura verso la punta.

## Biologia
Sono animali notturni e solitari che trascorrono la maggior parte del loro tempo sugli alberi.

### Alimentazione
Sono erbivori la cui dieta è costituita quasi esclusivamente da foglie ed in minima parte di fiori e frutti. La digestione della grande quantità di cellulosa consumata è favorita da un intestino cieco assai sviluppato e dalla abitudine di ridigerire le proprie feci (ciecotrofismo).

## Distribuzione e habitat
L'areale di questa specie è ristretto alla foresta di Masiaposa, all'interno del Parco nazionale di Masoala, nel
Madagascar nord-orientale (Provincia di Antsiranana).

## Conservazione
Data la recente data di scoperta della specie, non ci sono dati sufficienti a stabilire il suo status di conservazione.
Il suo areale è ristretto ma ricade all'interno di un'area protetta che garantisce la tutela del suo habitat.